# Iglesia de Santa María della Grazia (Lecce)
La iglesia de Santa Maria della Grazia es una iglesia de Lecce construido en la época barroca. Está ubicado en la céntrica Piazza Sant'Oronzo, frente al Anfiteatro Romano.

## Historia
Fue construida tras el descubrimiento de un fresco de la Virgen que data del siglo XIV, y construida en las últimas décadas del siglo XVI según un diseño del teatino Michele Coluccio de Rossano Veneto, en las formas caras al gusto de la Contrarreforma. Fue parroquia desde 1606 hasta 1958.

## Descripción

### Exterior
La fachada es elegante y está dividida en dos órdenes por un entablamento, presidido por un tímpano de profundo arco. A su vez los órdenes están divididos en tres zonas mediante columnas y pilastras corintias. En el orden inferior hay un portal ricamente decorado, rematado por un pequeño tímpano con la imagen de la Virgen y el Niño con ángeles. Entre las columnas están excavados cuatro nichos, dos de los cuales albergan las estatuas de San Pedro y San Pablo. En el orden superior hay una ventana decorada con balaustrada y flanqueada por columnas.

### Interior
El interior, de una sola estancia en forma de cruz latina, está cubierto por un suntuoso techo con casetones de nogal, tallado por Vespasiano Genuino da Gallipoli, quien, entre otras cosas, creó el valioso Crucifijo de madera colocado en el altar de la derecha. brazo del crucero.

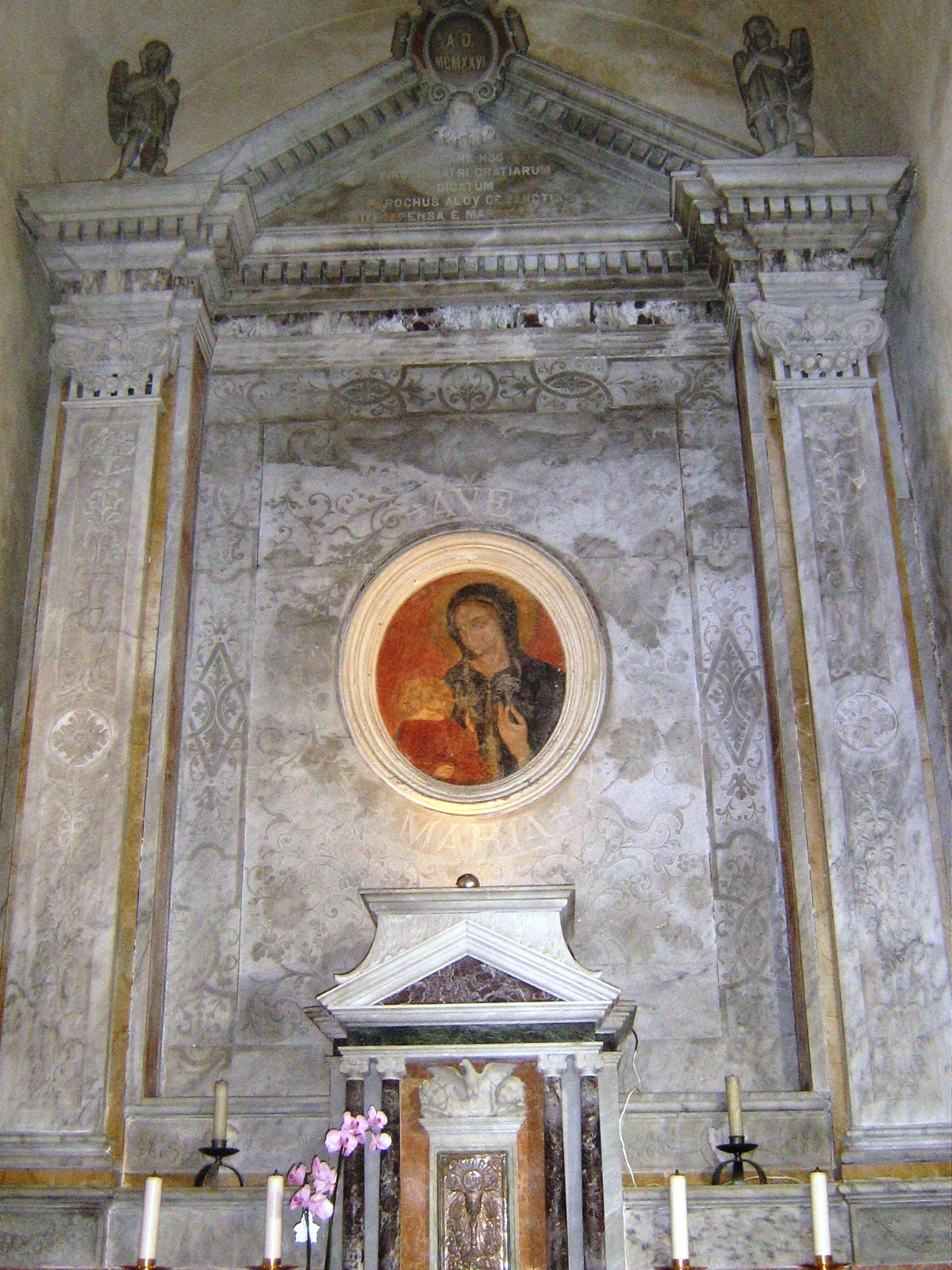
Imagen de la Virgen del siglo XIV

Destacan por su importancia artística el fresco de la Virgen con el Niño del siglo XIV, cuyo descubrimiento motivó la construcción de la iglesia, y los lienzos del siglo XVIII pintados por el lecceano Oronzo Tiso, que representan la Asunción, la Adoración de la Pastores y el Arcángel Miguel. Sobre el altar mayor se encuentra el retablo de la Presentación de la Santísima Virgen María procedente del desaparecido convento de Santa María del Tempio. Las dos pilas de la entrada son de mármol de Verona y fueron donadas a la iglesia por el noble teatino Francesco Paladini, cuyo escudo familiar está representado.